# Lyna Khoudri
Lyna Khoudri (en arabe : لينا خضري) est une actrice algérienne naturalisée française, née le 3 octobre 1992 à Alger.
Elle est révélée par son rôle de Nedjma dans le film Papicha, réalisé par la Franco-Algérienne Mounia Meddour en 2019. Les critiques sont très positives, elle décroche le convoité César du meilleur espoir féminin pour son interprétation et ce rôle lui ouvre les portes du cinéma français. Elle retrouve la réalisatrice dans un deuxième film dramatique : Houria, sorti en 2022.
Elle interprète ensuite des personnages secondaires dans plusieurs superproductions comme Novembre de Cédric Jimenez, qui lui vaut une nomination aux César, The French Dispatch de Wes Anderson ou encore le diptyque Les Trois Mousquetaires de Martin Bourboulon.

## Biographie

### Jeunesse
Lyna Ikram Khoudri naît à Alger en 1992,. Son père est alors journaliste à la télévision algérienne et sa mère professeur de violon. En 1994, Lyna a 2 ans lorsqu'elle quitte l'Algérie avec sa famille, pour Aubervilliers à la suite de la guerre civile. Elle obtient la nationalité française à l'âge de 18 ans,.
Elle obtient ensuite un bac théâtre puis une licence d'arts du spectacle. Elle est admise au Théâtre national de Strasbourg mais doit y renoncer pour tenir un rôle dans le long métrage Les Bienheureux de Sofia Djama.

### Carrière

#### 2016–2017: débuts au cinéma
En 2016, elle fait ses débuts au cinéma dans Polina, danser sa vie de Valérie Müller et Angelin Preljocaj. En 2017, elle joue dans Les Bienheureux de Sofia Djama, et obtient pour ce rôle le prix de la meilleure actrice à la Mostra de Venise 2017, dans la section Orrizonti. La même année, elle joue également dans La fête est finie de Marie Garel-Weiss, et Luna d'Elsa Diringer.

#### 2019–2021: révélation grâce àPapichaetThe French Dispatch
C'est véritablement en 2019 qu’elle fait une entrée fracassante dans le monde du cinéma, en tenant le rôle principal du drame Papicha de Mounia Meddour. Ce drame social était un projet que la réalisatrice algérienne souhaitait réaliser depuis plusieurs années. Dès le départ, elle voulait que l'actrice principale de son film ait la nationalité du personnage et parle algérois. Après une phase de casting intense, elle découvre Lyna Khoudri, dont elle se dira « happée par sa force et sa fragilité ». Sous le charme de son actrice, elle lui confie à la fin de son audition le rôle de Nedjma. La jeune actrice franco-algérienne va travailler d'arrache-pied sur le film avec Mounia Meddour pendant plusieurs semaines pour donner vie au rôle. Ce long-métrage sera l'occasion pour Lyna de retourner en Algérie pour tourner quelques scènes. Présenté au Festival de Cannes en 2019 dans la catégorie « Un Certain Regard », le film rencontre tout de suite un succès critique considérable qui se confirmera par un succès public important. Papicha totalisera en tout 250 000 entrées.
La presse française est dithyrambique quant à l'interprétation de Lyna Khoudri, jugée brillante et très juste. Parrainée par l'actrice française oscarisée Marion Cotillard, la jeune comédienne remportera le César du meilleur espoir féminin,, après avoir décroché quelques mois plus tôt le Valois de la meilleure actrice au Festival du film francophone d'Angoulême pour ce rôle.
La même année, elle obtient un second rôle dans Hors normes, septième collaboration du duo Olivier Nakache et Éric Toledano portée par Vincent Cassel et Reda Kateb. Le film est un triomphe critique et public et reçoit de nombreuses nominations aux César 2020. On la retrouve ensuite dans le film dramatique Gagarine, qui explore le quotidien d'habitants d'une cité peu de temps avant sa destruction.
En 2021, elle joue dans le film choral et comique The French Dispatch du cinéaste Wes Anderson. Ce dernier est produit et distribué par la 20th Century Studios. Tourné à Angoulême puis repoussé par la pandémie de Covid-19, le film se veut une satire du milieu journalistique du point de vue français et américain. Le long-métrage réunit une impressionnante distribution qui mélange acteurs américains et français. Ainsi, Lyna Khoudri donne la réplique à des stars confirmées comme Tilda Swinton, Bill Murray, Saoirse Ronan ou encore la lauréate de trois oscars : Frances McDormand, pour le côté américain. Du côté français, elle croise le chemin de Cécile de France, Denis Ménochet, Léa Seydoux ou encore Guillaume Gallienne. Cependant, elle partage la quasi-totalité de ses scènes avec l'étoile montante franco-américaine : Timothée Chalamet, qui joue son petit ami. Durant le tournage, elle noue de solides relations avec chacun des acteurs présents dans la distribution, mais en particulier avec Timothée Chalamet, dont elle admire l'investissement. Malgré un accueil prometteur lors du Festival de Cannes, où le long métrage est présenté en sélection officielle, et ses 43,8 millions de recettes au box-office, The French Dispatch est un faible succès. Les critiques sont souvent mitigées, que ce soit dans la presse internationale ou nationale.
La jeune actrice poursuit son incursion dans le cinéma français face à Sabine Azéma dans le drame historique La Place d'une autre d'Aurélia Georges, dans lequel elle joue le rôle d’une jeune lectrice durant la première guerre mondiale qui se révèlera être une mystificatrice.

#### Depuis 2022: confirmation critique et médiatique
En 2022, elle tient ensuite le rôle principal du drame social Nos frangins qui revient sur l’affaire Oussekine et dans lequel elle partage l’affiche avec Raphaël Personnaz, Reda Kateb, et Samir Guesmi. Le long-métrage est un projet concurrent à la série Oussekine développée par les studios Disney et sortie quelques mois plus tôt. Elle prête par ailleurs sa voix — en version française — au personnage de Izzy Hawthorne dans le film d'animation Buzz, l'éclair.
On retrouve ensuite Lyna Khoudri dans la superproduction Novembre qui revient sur les attentats terroristes du 13 novembre 2015. Réalisé par Cédric Jimenez, le long-métrage est d'abord présenté lui aussi au Festival de Cannes, mais hors-compétition. Dès sa présentation, il rencontre un très grand succès. Ce dernier se confirmera par la suite lors de sa sortie en salles. Lors de son premier jour d'exploitation 100 953 entrées sont vendues le plaçant en tête du box-office national. Novembre rencontre également un très beau succès critique. Dans ce thriller politique, elle tient un second rôle aux côtés de Jean Dujardin et Sandrine Kiberlain. Sa performance saluée par les professionnels de l'industrie du cinéma lui permet d'obtenir une nouvelle nomination aux Césars dans la catégorie : meilleure actrice dans un second rôle.
En 2023, elle est à la tête d'affiches de trois films. Dans un premier temps, Lyna Khoudri retrouve sa réalisatrice fétiche, Mounia Meddour à l'occasion du film dramatique Houria. Elle y joue alors le rôle d'une jeune danseuse étoile algérienne momentanément paralysée qui va s'improviser professeur de danse classique. Pour cette seconde collaboration avec Mounia Meddour, l'actrice a suivi un entrainement drastique de danse et elle s'est longuement documentée sur le monde de la danse. À nouveau, Lyna Khoudri reçoit les éloges de la presse européenne.
La même année, elle fait partie du jury du 1er Biarritz Film Festival, présidé par Saeed Roustayi, au côté notamment de Dali Benssalah (Elle y retrouve son collègue de la série Les Sauvages) ou encore Noah Centineo.
Elle fait ensuite partie de la distribution réunie par Martin Bourboulon pour son adaptation du classique Les Trois Mousquetaires d'Alexandre Dumas, commandée par les studios Pathé. Elle y joue le rôle de Constance Bonacieux, amoureuse secrète de D'Artagnan (joué par François Civil) et dame de confiance de la reine Anne d'Autriche. Le premier volet, centré autour de la figure de D'Artagnan, sort en salles le 5 avril 2023. Le deuxième volet, Milady, sort le 13 décembre 2023. La même année, elle joue une militante écologiste qui tombe amoureuse d'un officier de la DGSI infiltré dans une ZAD dans le drame romantique Une zone à défendre, réalisé par Romain Cogitore, le premier film original français du service de streaming Disney+, où elle collabore pour la troisième fois avec François Civil, son partenaire d'écran dans Les Trois Mousquetaires et au doublage de Buzz l'Éclair.
En juin 2023 est annoncé une nouvelle collaboration avec le réalisateur de Les Trois Mousquetaires, Martin Bourboulon, qui réalise une série télévisée pour Apple TV+ intitulée Carême, sur le premier chef cuisinier célèbre au monde, Antonin Carême, avec Benjamin Voisin dans le rôle titre et Khoudri dans le rôle de Henriette dont Carême est épris. La série sera diffusée à partir d'avril 2025. 
En 2024, elle est à l'affiche du film de science-fiction L'Empire de Bruno Dumont, du film dramatique israélo-palestinien I bambini di Gaza : Sulle onde della libertà, le premier film du réalisateur italo-américain Loris Lai, et dans le court métrage français Allégorie citadine d'Alice Rohrwacher et JR.
En 2025, elle jouerait aux côtés de Fares Fares dans le film franco-dano-suédois Les Aigles de la République de Tarik Saleh. Elle aussi est à l'affiche du film 13 jours, 13 nuits de Martin Bourboulon, mais aussi du film Le Gang des Amazones de Mélissa Drigeard, et prêtera sa voix au personnage principal féminin du film d'animation franco-belge In Waves de Phuong Mai Nguyen,.

### Autres activités
Lyna Khoudri est ambassadrice de la maison Chanel depuis 2022, après avoir collaboré avec la maison depuis 2020, à la suite de leur première collaboration pour les Révélations des César 2020. Elle a fait ses débuts sur le podium en défilant pour la collection Croisière Chanel 2022-2023 à Monte Carlo, Monaco le 5 mai 2022,.

### Vie privée
Lyna Khoudri parle français, arabe et anglais,. Elle est en couple avec Karim Benzema. Leur mariage est prévu en Corse au cours du week-end du 5 et 6 juillet 2025.

## Filmographie

### Cinéma

#### Années 2010
- 2016 : Polina, danser sa vie de Valérie Müller et Angelin Preljocaj : une élève de Karl
- 2017 : Les Bienheureux de Sofia Djama : Feriel
- 2017 : La fête est finie de Marie Garel-Weiss : Amel
- 2017 : Luna d'Elsa Diringer : Chloé
- 2019 : Papicha de Mounia Meddour : Nedjma
- 2019 : Hors normes d'Olivier Nakache et Éric Toledano : Ludivine

#### Années 2020
- 2020 : Qu'un sang impur... d'Abdel Raouf Dafri : Assia Bent Aouda
- 2020 : Gagarine de Fanny Liatard et Jérémy Trouilh : Diana
- 2021 : Haute Couture de Sylvie Ohayon : Jade
- 2021 : The French Dispatch de Wes Anderson : Juliette
- 2021 : La Place d'une autre d'Aurélia Georges : Nélie
- 2022 : Nos frangins de Rachid Bouchareb : Sarah Oussekine
- 2022 : Novembre de Cédric Jimenez : Samia
- 2022 : Houria de Mounia Meddour : Houria
- 2023 : Les Trois Mousquetaires : D'Artagnan de Martin Bourboulon : Constance Bonacieux
- 2023 : Une zone à défendre de Romain Cogitore : Myriam
- 2023 : Les Trois Mousquetaires : Milady de Martin Bourboulon : Constance Bonacieux
- 2024 : L'Empire de Bruno Dumont : Line
- 2024 : I bambini di Gaza : Sulle onde della libertà de Loris Lai :
- 2025 : 13 jours, 13 nuits de Martin Bourboulon : Eva
- Prévu en 2025 : Les Aigles de la République de Tarik Saleh : Donya
- Prévu en 2025 : Le Gang des Amazones de Mélissa Drigeard :
- Prévu en 2027 : Les Trois Mousquetaires III de Martin Bourboulon : Constance Bonacieux

#### Courts métrages
- 2016 : Rageuses de Kahina Asnoun : Khalissa
- 2017 : Avaler des couleuvres de Jan Sitta : Souad
- 2018 : Albertine a disparu de Véronique Aubouy : Albertine
- 2019 : Fatiya de Marion Desseigne-Ravel : Fatiya
- 2019 : Romeos and Juliets de Baya Belal et Elyssa Smiri : Lyna
- 2019 : République, le film interactif de Simon Bouisson : Lucie
- 2020 : Brûle d'Elvire Munoz : Maya
- 2024 : Allégorie citadine d'Alice Rohrwacher et JR : la mère de Jay

### Télévision

#### Séries télévisées
- 2014 : Joséphine, ange gardien, saison 15, épisode 2 Les Boloss de Philippe Proteau : Vanessa Grangier
- 2016 : Deux flics sur les docks, saison 5, épisode 4 Amours mortes de Edwin Baily : Amandine Sayad
- 2019 : Les Sauvages de Rebecca Zlotowski (mini-série) : Louna
- 2025 : Carême de Martin Bourboulon (Apple TV+) : Henriette Sophie Mahy de Chitenay

#### Émissions
- 2022 : Le Late avec Alain Chabat, Pub - Shi Fou Mi[pas clair], saison 1, épisode 1 avec Charlotte Gainsbourg

### Doublage
- 2022 : Buzz l'Éclair de Angus MacLane : Izzy Hawthorne (VF)
- Prévu en 2025 : In Waves de Phuong Mai Nguyen : Kristen (VF)

## Distinctions

### Récompenses
- Mostra de Venise 2017 : Prix Orizzonti de la meilleure actrice pour Les Bienheureux[39]
- Festival Jean-Carmet 2018 : Prix du public du meilleur jeune espoir féminin pour Avaler des couleuvres[40]
- Festival du court métrage de Clermont-Ferrand 2019 : Prix France Télévisions - mention d’interprétation féminine du jury pour Fatiya[41]
- Festival du film francophone d'Angoulême 2019 : Valois de la meilleure actrice pour Papicha[14]
- César 2020 : meilleur espoir féminin pour Papicha[13]

### Nominations
- César 2023 : meilleure actrice dans un second rôle pour Novembre[20]